# Metonio

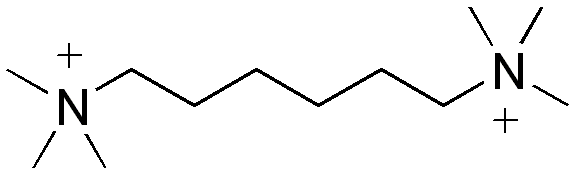
Dicatione esametonio, antagonista nicotinico Ganglioplegico.

Nella chimica organica "_metonio" è un suffisso usato nella nomenclatura di particolari dicationi caratterizzati da due gruppi ammonici quaternari trimetilici, −N+(CH3)3, collegati da una catena alifatica ad n termini, aventi quindi formula generale (CH3)3N+−(CH2)n−N+(CH3)3. Per i corrispondenti composti, la presenza di due cariche positive nette richiede la contemporanea presenza di due anioni, di norma due ioni alogenuro (i sali più comunemente utilizzati sono bromuri e cloruri).

## Nomenclatura
Il suffisso "_metonio" sta ad indicare la presenza di due ammine quaternarie dove l'azoto della funzione amminica è sostituito con tre metili e che acquisisce quindi carica positiva netta. Il prefisso indica invece il numero di atomi di carbonio che compongono la catena alifatica che collega le due funzioni amminiche (es: pentametonio, esametonio, eptametonio, ottametonio, nonametonio...). Nel caso la catena alifatica presenti gruppi funzionali, il nome della molecola prende un prefisso caratteristico della stessa, come nel caso del sussametonio. Importante sottolineare che questo tipo di nomenclatura è "tradizionale" e non corrisponde ai criteri della corretta nomenclatura IUPAC.

## Usi terapeutici
I "metoni" sono molecole molto importanti in ambito farmacologico per la loro spiccata attività bloccante sui recettori nicotinici dell'acetilcolina; la specificità dell'azione dipende essenzialmente dal numero n di atomi di carbonio che costituiscono la catena alifatica che separa le due funzioni amminiche:
- 1 ≤ n ≤ 6 : attività ganglioplegica sui recettori nicotinici del sistema nervoso autonomo;
- n ≥ 7 : progressiva scomparsa dell'effetto ganglioplegico e comparsa di attività bloccante sui recettori nicotinici della placca neuromuscolare (attività curaromimetica);
- n = 10 : massima attività curaromimetica, per n > 10 l'attività tende a scomparire progressivamente.